# Queubus jamesanus
Queubus jamesanus là một loài nhện biển trong họ Ascorhynchoidea (incertae sedis). Chúng được miêu tả khoa học năm 1946 bởi Barnard.